# سيلينا فاغنر
سيلينا فاغنر (بالألمانية: Selina Wagner)‏ (6 أكتوبر 1990 في ألمانيا - ) هي لاعبة كرة قدم ألمانية في مركز الوسط. شاركت مع منتخب ألمانيا تحت 17 سنة للسيدات لكرة القدم ومنتخب ألمانيا تحت 19 سنة للسيدات لكرة القدم ومنتخب ألمانيا تحت 20 سنة للسيدات لكرة القدم ومنتخب ألمانيا تحت 23 سنة للسيدات لكرة القدم ‏. أما مع النوادي، فقد لعبت مع نادي فرايبورغ ونادي فولفسبورغ للسيدات ونادي فولفسبورغ و1. FC Saarbrücken (women) ‏.

## وصلات خارجية
- سيلينا فاغنر على موقع الاتحاد الدولي (مؤرشف)  (الإنجليزية)
- سيلينا فاغنر على موقع الاتحاد الأوربي (الإنجليزية)
- سيلينا فاغنر على موقع قاعدة بيانات كرة القدم.إي يو (الإنجليزية)
- سيلينا فاغنر على موقع Soccerway.com (الإنجليزية)
- سيلينا فاغنر على موقع عالم كرة القدم.نت (الإنجليزية)